# Emine Džaparova
Emine Džaparova, ukrajinsky Еміне Айяровна Джапарова (* 5. května 1983  Krasnodar) je ukrajinsko-krymskotatarská novinářka a politička.

## Život
V letech 2000 až 2003 působila jako asistentka prvního místopředsedy vlády Ukrajiny pro humanitární záležitosti národnostních menšin. V roce 2005 se zúčastnila programu International Visitor Leadership Program a stážovala na ministerstvu zahraničí Spojených států amerických. V roce 2006 dokončila studium mezinárodních vztahů na Kyjevské národní univerzitě Tarase Ševčenka. V roce 2008 se zúčastnila diplomatického výcvikového programu v Institutu mezinárodních vztahů ve Wassenaaru. V letech 2008 až 2010 působila jako atašé odboru sociální, kulturní a humanitární spolupráce Ministerstva zahraničních věcí Ukrajiny.
V letech 2011 až 2014 byla zástupkyní šéfredaktora tureckých novin Zaman a hostitelkou několika pořadů v ukrajinsko-krymsko-tatarském televizním kanálu ATR. V letech 2014 až 2015 byla novinářkou na volné noze v radiu Svobodná Evropa. V letech 2015 až 2016 pracovala jako poradce pro Krym ministra pro informační politiku Ukrajiny. Od roku 2016 do roku 2019 byla první náměstkyní ministra pro informační politiku Ukrajiny.
V květnu 2020 prezident Volodymyr Zelenskyj navrhl jmenovat Džaparovovou první náměstkyní ministra zahraničí, protože podle jeho názoru by zástupci krymských Tatarů měli zastupovat Ukrajinu na nejvyšší diplomatické úrovni. Od 10. června 2020 je první náměstkyní ministra zahraničí Ukrajiny. Dne 14. července 2020 byla dekretem prezidenta Ukrajiny jmenována předsedkyní Národní komise Ukrajiny pro UNESCO.
Dne 22. prosince 2021 jí byl udělen Řád za zásluhy 3. třídy.
Džaparová mluví ukrajinsky, krymskotatarsky, anglicky, turecky a španělsky.